# 奥温多利
奥温多利（義大利語：Ovindoli），是意大利阿奎拉省的一个市镇。总面积58.84平方公里，人口1241人，人口密度21.1人/平方公里（2009年）。ISTAT代码为066065。